# Sirius B (časopis)
Sirius B je dvomjesečni magazin za znanstvenofantastičnu, fantastičnu i horor književnost koji izlazi u Republici Hrvatskoj, na hrvatskome jeziku. Izdavač je tvrtka Hangar 7 d.o.o. iz Zagreba, a glavni je urednik Davorin Horak. Sirius B trenutačno se distribuira preko pretplate. Prvi je broj izašao u rujnu 2011. godine.

## O časopisu
Sirius B je časopis koji objavljuje strane i domaće zanstvenofantastične priče, novele i minijature u prijevodu na hrvatski jezik. Otvoren je svim domaćim piscima, kao i onima iz regije. Svaki broj Siriusa B osim riječi urednika, objavljuje i kolumnu Sirius Books Zdeslava Benzona o novitetima na knjižarskoj znanstvenofantastičnoj sceni, o kultnim, ali i zaboravljenim piscima žanra. Sirius B ima i posebnu, specifičnu rubriku koja se zove 'Priča sa zadnje strane'. U toj rubrici objavljuju se jako krakte priče, definirane brojem znakova koje stanu na jednu stranicu. Maksimalni broj znakova s razmacima je 1500. Natječaj za Priču sa zadnje strane kontinuirano je otvoren.
Na naslovnoj stranici koja je u boji i autorska, osim naslova priča, objavljuje se i odabrani citat osoba koje su obilježile znanstvenu fantastiku. Od drugog broja, objavljen je i natječaj za citat koji je stallno otvoren i svatko može poslati svoju misao u vezi ZF-a koju žiri može odabrati i objaviti.

## Tradicija i vizual
Sirius B nije izravni nasljednik vrlo popularnog znastvenofantastičnog časopisa Sirius koji je izlazio od 1977. do 1989. godine u Hrvatskoj i na prostoru bivše Jugoslavije. Korijen imena Sirius B je u nazivu Siriusa i želja osnivača i pokretača bila je da podsjeća na slavna vremena Siriusa. Od tuda i sličan, prepoznatljiv logotip s točkicama koje čine slova Sirius B, plus mali leteći tanjur/Saturn koji razdvaja zadnje slovo 's' riječi Sirius i slovo b. Želja je uredništva nastaviti dobru tradiciju objavljivanja kratke znanstvenofantastične proze koju je stvarao Sirius, nastavila Futura i sada baklju preuzima Sirius B.

## Sadržaj
U dosadašnjim brojevima siriusa B objavljeni su između ostalih i autori Harlan Ellison, Rachel Swirsky, Tim Pratt, Paolo Bacigalupi, Walter M. Miller, Ted Chiang i R. A. Lafferty. Većina priča okrunjena je nekom od najznačajnijih ZF nagrada kao što su Nebula, Hugo ili Locus. U budućnosti će Sirius B objavljivati i priče koje nisu anglosaksonskog porijekla, pa su već u planu neki ruski, ukrajinski, slovenski i bugarski pisci.

## O uredniku
Davorin Horak kontinuirano se bavi ZF-om, pa je tako bio urednik SFerina glasila Parseka, Sferine zbirke Kvantni portali imaginacije, Monolitha od 1 do 5 u izdanju Zagrebačke naklade, te dvadesetak Futura. Uredio je nekoliko knjiga, napisao nešto priča, radio SFeraKone, crtao, a sada najviše čita i gleda ZF. U skladu s tradiciojm, ima geslo - Sve za Sirius B (ima krvnu grupu 0 koju Sirius koji ima B, može primiti).

## O izdavaču
Hangar 7 je mlada tvrtka u kojoj je stopostotni učinak kada je u pitanju ljubav prema znanstvenoj fantastici kod zaposlenih. Iako je primarna djelatnost marketing, tvrtka razvija svoj portfolio vezan uz ZF kroz časopise Sirius B, i Sirius B specijal te SF portal Inverzija (inverzija.net). U planu je još nekoliko projekata koji su trenutačno u fazi razvoja.

## Vanjski poveznice
- Službene stranice  Arhivirana inačica izvorne stranice od 2. studenoga 2019. (Wayback Machine)
- Službeni blog
- Službena stranica na Facebooku
- Službena stranica na twitteru